# カレダ・ジア
ベグム・カレダ・ジア（Begum Khaleda Zia、1945年8月15日 - ）は、バングラデシュの政治家。同国首相を2度（第9・11代）務め、同国初の女性首相である。バングラデシュ民族主義党(BNP)党首で、ジアウル・ラフマン元大統領の未亡人。

## 経歴
同国北部のディナジプル出身。1984年からBNP党首。1991年から1996年まで首相。その後、アワミ連盟に政権を奪われたが、2001年10月の総選挙でBNPが勝利したことを受け、首相に再就任。しかしその後、事実上の軍政が敷かれるようになると、2007年1月に予定されていた総選挙が非常事態宣言で中止に追い込まれ、同年9月3日には収賄・入札妨害等の罪で次男と共に逮捕される。
2018年には汚職疑惑で起訴され、17年の懲役刑を宣告される。2018年から2024年までダッカ中央刑務所に収監されていた。2024年8月5日、ジアを訴追したシェイク・ハシナ首相が反政府デモで失脚したことに伴い、モハンマド・シャハブッディン大統領から恩赦を受け釈放された。